# Nesolynx sigmophorae
Nesolynx sigmophorae är en stekelart som beskrevs av T.C. Narendran 2005. Nesolynx sigmophorae ingår i släktet Nesolynx och familjen finglanssteklar. Inga underarter finns listade i Catalogue of Life.